# Владимир Малчев (инженер)
Владимир Тодоров Малчев (14 март 1874, Русчук – 14 юни 1946, Русе) е български строителен инженер, архитект, общественик.

## Биография
Завършва строително инженерство във Виена (1897) постъпва в Окръжно инженерство в Русе и заема длъжностите: началник на Техническо бюро в Русе, градски архитект (1904-1906), след което преминава на частна практика. Работил е в Разград, Враца, Плевен, а по-късно и като инженер в Министерството на обществените сгради, пътищата и благоустройството в областта на градоустройственото планиране. По негови проекти в Русе са изградени няколко сгради. Участва в работата на русенския клон на Българското инженерно-архитектно дружество (БИАД).
Брат е на известния русенски електроинженер Петър Малчев и чичо на българския шахматист Андрей Малчев.